# Valeriy Abramov
Pour les articles homonymes, voir Abramov.
Valeriy Abramov (en russe : Валерий Александрович Абрамов ; transcription usuelle : Valeriy Aleksandrovich Abramov), né le 22 août 1956 à Iertsevo dans l'oblast d'Arkhangelsk en RSFS de Russie (Union soviétique) et mort le 14 septembre 2016 à Moscou (Russie), est un athlète soviétique spécialiste du fond.

## Biographie
Valeriy Abramov mesurait 1,74 m pour 62 kg et il a détenu le record de Russie du 5 000 mètres avec 13 min 11 s 99 réalisés le 9 septembre 1981 à Rieti et du 10 000 mètres avec 27 min 55 s 17 réalisés le 27 août 1984 à Moscou pour les Jeux de l'Amitié.

### Palmarès
| Date | Compétition                    | Lieu     | Résultat | Épreuve       | Performance    |
| ---- | ------------------------------ | -------- | -------- | ------------- | -------------- |
| 1979 | Coupe du monde des nations     | Canberra | 2e       | 5 000 mètres  | 13 min 37 s 6  |
| 1981 | Championnats d'Europe en salle | Grenoble | 3e       | 3 000 mètres  | —              |
| 1982 | Championnats d'Europe en salle | Turin    | 3e       | 3 000 mètres  | 7 min 54 s 46  |
| 1982 | Championnats d'Europe          | Athènes  | 6e       | 5 000 mètres  | 13 min 31 s 26 |
| 1983 | Championnats d'Europe en salle | Budapest | 3e       | 3 000 mètres  | 7 min 57 s 79  |
| 1983 | Championnats du monde          | Helsinki | 11e      | 5 000 mètres  | 13 min 39 s 80 |
| 1984 | Jeux de l'Amitié               | Moscou   | 1er      | 10 000 mètres | 27 min 55 s 16 |

### Records
| Épreuve       | Performance    | Lieu   | Date             |
| ------------- | -------------- | ------ | ---------------- |
| 5 000 mètres  | 13 min 11 s 99 | Rieti  | 9 septembre 1981 |
| 10 000 mètres | 27 min 55 s 17 | Moscou | 27 août 1984     |